# سوری‌ها در ترکیه
پناهندگان سوری در ترکیه (انگلیسی: Syrians in Turkey) شامل شهروندانی است که تابعیت سوریه دارند یا در سوریه متولد شده‌اند و پناهندگان سوری می‌شود.

## تاریخچه
پناهندگان سوری در ترکیه شامل کسانی است که از سوریه به ترکیه مهاجرت کرده‌اند، منجمله نسلهای بعدی پناهجویان را در بر می‌گیرد. آمار سوری‌های مقیم ترکیه که در اوت ۲۰۱۵ ثبت نام کرده‌اند حدود ۲ میلیون و ۵۰۳ هزار و ۵۴۹ نفر است. اما برخی منابع مدعی هستند که آمار پناهندگان سوری ناشی از جنگ داخلی این کشور حدود ۱میلیون و ۴۰۰ هزار نفر می‌شود.
براساس آمار منتشر شده در سال ۲۰۱۷ در ترکیه بیش از ۲ میلیون و ۷۵۰ هزار پناهنده سوری زندگی می‌کنند. حدود ۳۰۰ هزار تن از آن‌ها در کمپ‌های پناهندگی دولتی به سر می‌برند و بقیه آن‌ها در روستاها و شهرهای این کشور پراکنده شده‌اند.

## اظهار نظرهای مقامات ترکیه
در ۲۴ فوریه ۲۰۱۷ میلادی مولود چاووش اوغلو، وزیر امور خارجه ترکیه گفت: «از ماه اوت ۲۰۱۶ تاکنون حدود ۵۰ هزار پناه‌جوی سوری به کشور خود بازگشته‌اند.» وی تأکید کرد که به‌محض ایجاد یک منطقه امن در سوریه، پناهندگان سوری می‌توانند «برای آغاز یک زندگی عادی» به آن منطقه بازگردند.
در ۲۰ آوریل ۲۰۱۷ میلادی رجب طیب اردوغان رئیس‌جمهور ترکیه در گفتگو با «الجزیره» گفت: «اروپا به ترکیه وعده داده بود که به پناهندگان در این کشور ۳ میلیارد یورو کمک می‌کند و پس از آن نیز از ۳ میلیارد دیگر صحبت کردند ولی تاکنون تنها ۷۵۰ میلیون یورو از آن‌ها و از سازمان ملل ۵۵۰ میلیون دلار کمک به ترکیه رسیده‌است. این در صورتی است که ترکیه برای این پناهندگان تاکنون مجموعاً ۲۵ میلیارد دلار کمک کرده‌است».